# Duri Sialm
Duri Sialm (* 3. Juli 1891 in Segnas bei Disentis/Mustér; † 17. Dezember 1961 in Chur) war ein rätoromanischer Komponist aus der Surselva im Schweizer Kanton Graubünden.

## Leben und Werk
Der Vater, Bistgaun Sialm, amtete als Organist an der Disentiser Pfarrkirche. Bereits vor seiner Einschulung vertrat ihn der hochtalentierte Duri. Gefördert wurde Duri Sialm vom Organisten des Klosters Disentis, Pater Leo Kurz.
Als Elfjähriger veranstaltete Duri Sialm sein erstes öffentliches Klavierkonzert.
Duri Sialm erwarb das Bündner Lehrerdiplom und zog im Anschluss daran nach Genf, um am dortigen Konservatorium bei Otto Barblan seine Fähigkeiten zu perfektionieren. Stilprägend wurde für ihn dort die Spätromantik.
Als 26-Jähriger ging Duri Sialm an das Kollegium Maria Hilf in Schwyz. Zwischenzeitlich war er als Musikdirektor in Lichtensteig im Toggenburg tätig.
1937 kehrte Sialm als Musikprofessor nach Graubünden an die Churer Kantonsschule zurück. Daneben spielte er auch von 1956 bis 1961 die Orgel der Kathedrale St. Maria Himmelfahrt und dirigierte die Chöre Rezia und Alpina.
Am bedeutendsten seiner Werke ist die 600-seitige, zusammen mit dem Historiker Carli Fry herausgegebene Sammlung «Consolaziun dell'olma devoziusa» (Sursilvan, deutsch Tröstung der frommen Seele). Duri Sialm schrieb zahlreiche Kantaten, so «Allas Stailas» (= Zu den Sternen), «Benedikt Fontana» und «Da pacem, Domine» (lateinisch, Schenke Frieden, Herr).
Beim Bündner Tagblatt besorgte er die Musikrezensionen.

## Nachlass
Der Nachlass Sialms lagert im Bündner Staatsarchiv bei der Kantonsbibliothek Graubünden. Inventarisiert wurde er von Esther Sialm († 2005), der Tochter Duri Sialms.